# Charles Brun

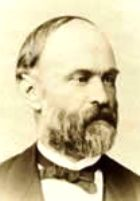
Charles Brun

Charles Brun (* 22. November 1821 in Toulon; † 13. Januar 1897 in Paris) war ein französischer Politiker der Dritten Republik. Er war 1883 Marineminister.

## Leben
Als Absolvent der École polytechnique wurde er nach seinem Abschluss als Ingenieur erster Klasse in der Meerestechnik eingesetzt, bevor er zum Direktor für Schiffbau ernannt wurde. Er ist bekannt für seine Beteiligung am Bau des U-Boots Le Plongeur, das 1862 von Siméon Bourgois entworfen wurde.
Auf politischer Ebene war er Abgeordneter des Departements Var von 1871 bis 1876, Senator des Departements Var von 1876 bis 1889 und Minister für Marine und Kolonien vom 21. Februar bis 9. August 1883 in der Regierung Jules Ferry. In der Abgeordnetenkammer gehörte er der Gauche républicaine an, als Minister der Union républicaine.
Er war bereits 1863 zum Offizier der Ehrenlegion ernannt worden und wurde 1883 Kommandeur. Brun wurde auf dem Cimetière du Montparnasse (Abteilung 3) beigesetzt.

## Werke
Unter dem Weblink der Französischen Nationalbibliothek ist eine umfangreiche Werkliste abrufbar.